# Khānegāh en heiligdom van sjeik Safi al-Din

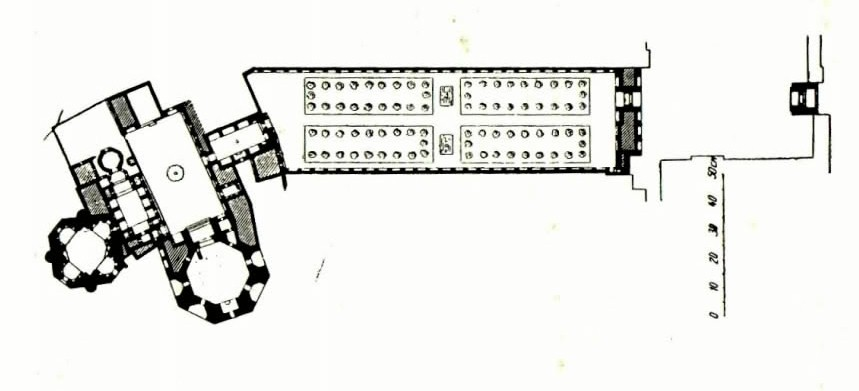
Plattegrond van het complex

De Khānegāh en het heiligdom van sjeik Safi al-Din (Perzisch:مجموعه آرامگاه و خانقاه شیخ صفی الدین) is een gebouwencomplex in de Iraanse stad Ardebil. Het omvat twee gebouwen. De Khānegāh of leszaal is gebouwd door de soefimeester Safi al-Din. Na zijn dood bouwden zijn leerlingen een graftombe voor hem. Later is het hele complex verder uitgebreid. In 2010 is het door UNESCO tot werelderfgoed verklaard.